# Šelpice
Šelpice este o comună slovacă, aflată în districtul Trnava din regiunea Trnava. Localitatea se află la altitudinea de 164 m deasupra n.m., se întinde pe o suprafață de 10,17 km2 și în 2017 număra 899 de locuitori.

## Istoric
Localitatea Šelpice este atestată documentar din 1283.

## Demografie
| An:                | 1994 | 2004   | 2014    | 2024   |
| ------------------ | ---- | ------ | ------- | ------ |
| Număr de persoane: | 582  | 589    | 867     | 901    |
| Diferență:         |      | +1,20% | +47,19% | +3,92% |

| An:                | 2023 | 2024   |
| ------------------ | ---- | ------ |
| Număr de persoane: | 905  | 901    |
| Diferență:         |      | −0,44% |